# PGA European Tour
La PGA European Tour correntemente chiamato DP World Tour, per ragioni di sponsor, é un'organizzazione che gestisce i tre principali tour professionistici maschili di golf in Europa.
Il tour d'élite European Tour, l'European Seniors Tour e il tour di sviluppo Challenge Tour. La sua sede è presso il Wentworth Club a Virginia Water, nel Surrey, in Inghilterra. 
Lo European Tour è il più importante tour golfistico in Europa e, per prestigio internazionale, è secondo solo al PGA Tour che ha base negli Stati Uniti.

## La PGA
L'European Tour è stato creato dalla Professional Golfers' Association, con base in Inghilterra, e la responsabilità della sua gestione è stata trasferita all'organizzazione indipendente PGA European Tour nel 1984. La maggior parte dei tornei dei tre tour dell'European Tour si svolge in Europa, ma negli ultimi anni un crescente numero di tornei è stato organizzato anche in altre parti del mondo.
La PGA European Tour è un'organizzazione controllata dai giocatori il cui scopo principale è massimizzare le entrate finanziarie dei giocatori professionisti che partecipano ai tornei. È una società a responsabilità limitata e gestita da professionisti, ma controllata dai giocatori tramite un consiglio composto di 12 membri eletti tra i giocatori del presente e del passato, e un comitato che sovrintende ai tornei di 14 giocatori in attività. Dal 2007 il presidente del consiglio era Neil Coles, mentre il presidente del comitato è Thomas Bjørn.
Quasi tutti i tornei si giocano in Europa occidentale e i più redditizi tra questi sono quelli che si disputano nel Regno Unito, in Irlanda, in Germania, in Francia e in Spagna. Solo un torneo si disputa in Europa orientale oltre la vecchia cortina di ferro, l'Open di Russia.
La PGA European Tour inoltre organizza anche la Ryder Cup in collaborazione con la PGA of America.

## Storia
Il golf professionistico è nato in Europa, specificamente in Scozia. I primi professionisti furono artigiani che costruivano le mazze e gestori di percorsi che inoltre insegnavano il golf ai benestanti che potevano permettersi di giocare (i primi equipaggiamenti, fatti tutti a mano erano molto costosi) e giocavano alcune partite uno contro l'altro in cambio di piccoli compensi. Il primo torneo con vari partecipanti fu il British Open, creato nel 1860. Quell'anno fu riservato ai professionisti e vide al via otto giocatori. L'anno successivo furono ammessi anche i dilettanti. Al contrario di quanto accade in altri sport la differenza tra dilettanti e professionisti non ha mai creato particolari problemi, perlomeno ai livelli di competizione più alti.
Nei decenni che seguirono la nascita del British Open il numero di tornei che mettevano in palio premi in denaro andò lentamente ma costantemente aumentando. La maggior parte si svolgeva nel Regno Unito, ma si svolgevano anche diversi tornei nazionali open in vari paesi dell'Europa continentale. Tuttavia per diversi anni per i giocatori mantenersi solo grazie ai premi vinti restò impossibile. A partire dal 1901 i professionisti britannici furono rappresentati dalla Professional Golfers' Association, associazione che alla fine ha creato l'European Tour.
Dopo la seconda guerra mondiale il montepremi iniziò ad aumentare in maniera significativa, anche grazie alla copertura televisiva delle competizioni. Ogni torneo restava però organizzato separatamente da un singolo club, da un'associazione oppure da uno sponsor. Negli Stati Uniti il PGA Tour esisteva già a partire dagli anni trenta, così nel 1972 la Professional Golfers' Association fondò l'European Tour. Nei primi anni la stagione durava sei mesi, andava da aprile ad ottobre e si svolgeva completamente in Europa, principalmente in Gran Bretagna e Irlanda. Ad esempio la stagione 1972 si compose di 20 tornei, 12 dei quali nel Regno unito e uno in Irlanda. Dei sette tornei disputati in Europa continentale sei erano gli open nazionali ovvero quelli olandese, tedesco, italiano, francese, spagnolo e svizzero, mentre il settimo era il Madrid Open.
Nei tre decenni successivi il tour gradualmente si è ingrandito e globalizzato. Il primo torneo disputato fuori dall'Europa è stato l'Open di Tunisia nel 1982. In quell'anno la stagione fu di 27 tornei e si allungò fino al mese di novembre. Nel 1984 la PGA European Tour diventò indipendente dalla Professional Golfers' Association.
L'European Tour ha sempre avuto chiaro il rischio che i suoi migliori giocatori si trasferissero nel PGA Tour. Il PGA Tour in genere offre premi più elevati e i giocatori europei desiderano incrementare il proprio prestigio cimentandosi nei tre tornei Major che si giocano negli Stati Uniti dopo aver giocato altri tornei in quel paese per abituarsi al diverso stile dei percorsi. Per contrastare il fenomeno nel 1988 l'European Tour ha introdotto il "Volvo Bonus Pool": si trattava di un premio extra che veniva assegnato al termine della stagione tra i migliori giocatori dell'annata, ma potevano riceverne una parte solo i giocatori che avessero disputato un elevato numero di tornei del tour. Il sistema è durato fino al 1998, dopodiché si è tornati a concentrare il montepremi nei singoli tornei.
Nel 1989 il Tour ha fatto per la prima volta tappa in Asia per il Dubai Desert Classic. entro il 1990 il calendario prevedeva 38 tornei, di cui 37 in Europa e l'inizio della stagione si era spostato a febbraio. Il primo torneo del Tour disputato in estremo oriente è stato il Johnnie Walker Classic a Bangkok nel 1992. Si è trattato di una delle innovazioni di maggior rilievo perché da allora in poi l'estremo oriente è diventato una specie di seconda casa per il Tour. Poco tempo, nel 1994 dopo il Tour ha fatto la sua comparsa in un paese dell'ex blocco sovietico con l'Open della Repubblica Ceca, ma in quei paesi lo sviluppo è rimasto limitato, sia per lo scarso potere finanziario degli sponsor locali rispetto a quelli dell'Europa occidentale sia per la difficoltà di trovare date del calendario libere nel periodo estivo. Tuttavia il tour di seconda fascia, il Challenge Tour, ha fatto tappa in quelle zone più frequentemente di quello principale. nel 1995 l'European Tour ha iniziato ad organizzare tornei in collaborazione con altri tour a partire dalla collaborazione con il Southern African Tour (ora Sunshine Tour).
Nel mondo del golf non esiste un organo di governo a livello mondiale. Anche se le varie organizzazioni complessivamente riescono a cooperare in armonia, rimane comunque una certa rivalità. L'European Tour è pienamente consapevole della sua posizione rispetto al PGA Tour, ma le due organizzazioni sono riuscite a formare una stabile alleanza. Nel 1998 l'European Tour ha aggiunto i tre tornei Major che si disputano negli Stati Uniti al proprio calendario ufficiale. I migliori giocatori europei già da vari anni partecipavano a quelle competizioni, ma ora i premi che vi guadagnano entrano a far parte della classifica dell'Ordine di merito dell'European Tour, provocando anche notevoli variazioni nella classifica finale. L'anno successivo sono stati aggiunti al calendario anche i tre tornei del World Golf Championships, anch'essi disputati negli Stati Uniti e dotati di un montepremi considerevolmente più alto della maggior parte dei tornei europei. dal momento che il numero minimo di tornei che un giocatore deve disputare per mantenere il diritto di far parte dell'European Tour è di 11, questo significa che un golfista di livello internazionale deve giocarne solo 4 oltre ai Major e a quelli del World Golf Championships, a cui i giocatori di élite partecipano in ogni caso. Giocatori come Ernie Els e Retief Goosen si sono serviti di questa regola per disputare PGA Tour ed European Tour contemporaneamente.
Per la stagione 2009, il numero minimo di eventi richiesti per i membri è stato aumentato a dodici; ciò ha coinciso con l'elevazione dei Campioni HSBC, in precedenza un evento del Tour Europeo co-sanzionato da altri tre tour, allo status di Campionato Mondiale di Golf. Il minimo è aumentato a 13 nel 2011, ma a partire dal 2013 gli eventi a squadre come la Ryder Cup e la Presidents Cup sono stati conteggiati ai fini del conteggio del minimo. Nel 2016 il minimo di 13 eventi è stato modificato in cinque eventi, senza contare le quattro major e i quattro WGC; sebbene questo cambiamento non abbia influenzato i giocatori idonei per tutte le major e i WGC, ha reso più semplice per i giocatori non idonei per questi per mantenere l'iscrizione all'European Tour mentre giochi a un programma completo del PGA Tour. Il minimo è stato ridotto da cinque a quattro nel 2018.

### Alleanza con la PGA Tour
Nel novembre 2020, il tour ha stretto una "alleanza strategica" con il PGA Tour. Come parte dell'accordo, il PGA Tour ha acquisito una quota del 15% nella European Tour Productions, lo Scottish Open ha ottenuto un nuovo sponsor principale ed è stato co-sanzionato dal PGA Tour, e anche due tornei regolari del PGA Tour sono stati co-sanzionati dal Tour Europeo: il Campionato Barbasol e il Campionato Barracuda. C'era anche un nuovo sponsor e un aumento del montepremi per l'Irish Open. Nel giugno 2022, in risposta all'emergere di LIV Golf, i tour hanno annunciato che il PGA Tour avrebbe aumentato la propria quota al 40% e ulteriori modifiche al tour, tra cui un aumento dei montepremi e i principali giocatori nella classifica DP World Tour che avrebbero guadagnato il PGA Tour.

## Lo status del Tour rispetto al resto del movimento
L'European Tour è senza dubbio il secondo tour più importante del golf professionistico maschile dopo il PGA Tour, ma ben davanti a tutti gli altri. Quello che è più difficile da definire è la sua posizione nei confronti del PGA Tour stesso e se negli ultimi anni la distanza sia aumentata o diminuita.
All'inizio del 2006 cinque dei dieci migliori giocatori della classifica dell'Official World Golf Rankings erano membri a tempo pieno dell'European Tour, e segnatamente Ernie Els, Retief Goosen, Sergio García, Adam Scott e Colin Montgomerie. Due anni dopo, all'inizio del 2008 il numero dei giocatori dell'European Tour nei primi dieci è sempre di cinque, ovvero Els, Justin Rose, Scott, Pádraig Harrington e Vijay Singh. Tranne Montgomerie però questi giocatori sono anche membri del PGA Tour, che considerano il loro tour principale dopo aver giocato in Europa. Singh aveva praticamente abbandonato l'European Tour alla fine degli anni novanta ed è ritornato del 2006. Non accade mai che uno dei migliori giocatori si trasferisca dal PGA tour all'European per farne il proprio tour di riferimento.
Tradizionalmente l'European Tour rappresenta la prima tappa per i giocatori di qualità provenienti da paesi del Commonwealth extraeuropei, e per lungo tempo è stato una risorsa per giocatori come Greg Norman e Nick Price. Questi giocatori tendevano a trasferirsi nel PGA Tour solo come secondo passo. Ultimamente però l'European Tour sta perdendo questo ruolo in quanto sempre più giocatori originari del Commonwealth scelgono di trasferirsi direttamente negli Stati Uniti. Anche diversi giovani giocatori britannici tendono a giocare principalmente per il PGA Tour. In alcuni casi, come quello di Luke Donald, la scelta è naturale, dopo aver completato gli studi in un'università statunitense grazie ad una borsa di studio per meriti sportivi. Queste borse di studio in Europa non esistono (o sono addirittura illegali).
Quando, negli anni settanta, l'Europa continentale iniziò a produrre le sue prime stelle a livello globale come Severiano Ballesteros, e soprattutto quando l'Europa cominciò a riportare varie vittorie sugli Stati Uniti nella Ryder Cup a metà degli anni ottanta, si era diffuso l'ottimismo sul futuro dell'European Tour nei suoi rapporti con il PGA Tour. L'ottimismo è però venuto meno quando alcuni dei principali paesi europei, come la Germania e l'Italia, non sono riusciti a produrre giocatori di alto livello con regolarità come invece si era sperato. Nonostante tutto, però, il numero di paesi europei che hanno dato i natali a giocatori in grado di vincere tornei dell'European Tour è costantemente cresciuto, con un notevole sviluppo del movimento golfistico nei paesi scandinavi.

## Vincitori dell'Ordine di Merito
Dal 2019 la Race to Dubai viene calcolata con un sistema a punti.
| Anno | Primo del Race to Dubai | Paese            | Punti R2D |
| ---- | ----------------------- | ---------------- | --------- |
| 2024 | Rory McIlroy            | Irlanda del Nord | 6,998     |
| 2023 | Rory McIlroy            | Irlanda del Nord | 5.295,87  |
| 2022 | Rory McIlroy            | Irlanda del Nord | 4.754,10  |
| 2021 | Collin Morikawa         | Stati Uniti      | 5.856,38  |
| 2020 | Lee Westwood            | Inghilterra      | 3.128,03  |
| 2019 | Jon Rahm                | Spagna           | 5.898,30  |

Tra il 1999 e il 2018 la classifica era calcolata in euro, anche se circa la metà dei premi veniva corrisposta in altre valute come la sterlina britannica o il dollaro. In tali casi la valuta ai fini della classifica veniva convertita in euro al tasso di cambio della settimana in cui si disputava il torneo.
| Anno | Primo del Race to Dubai | Paese            | Guadagni (€) |
| ---- | ----------------------- | ---------------- | ------------ |
| 2018 | Francesco Molinari      | Italia           | 4.791.521    |
| 2017 | Tommy Fleetwood         | Inghilterra      | 4.316.566    |
| 2016 | Henrik Stenson          | Svezia           | 4.148.402    |
| 2015 | Rory McIlroy            | Irlanda del Nord | 4.727.253    |
| 2014 | Rory McIlroy            | Irlanda del Nord | 6.149.023    |
| 2013 | Henrik Stenson          | Svezia           | 3.321.298    |
| 2012 | Rory McIlroy            | Irlanda del Nord | 4.738.026    |
| 2011 | Luke Donald             | Inghilterra      | 4.216.226    |
| 2010 | Martin Kaymer           | Germania         | 3.368.592    |
| 2009 | Lee Westwood            | Inghilterra      | 3.240.952    |

Nel 2009 la classifica fu rinominata Race to Dubai.
| Anno | Primo dell'Ordine di Merito | Paese       | Guadagni (€) |
| ---- | --------------------------- | ----------- | ------------ |
| 2008 | Robert Karlsson             | Svezia      | 2.732.748    |
| 2007 | Justin Rose                 | Inghilterra | 2.944.945    |
| 2006 | Pádraig Harrington          | Irlanda     | 2.489.337    |
| 2005 | Colin Montgomerie           | Scozia      | 2.794.223    |
| 2004 | Ernie Els                   | Sudafrica   | 4.061.905    |
| 2003 | Ernie Els                   | Sudafrica   | 2.975.374    |
| 2002 | Retief Goosen               | Sudafrica   | 2.360.128    |
| 2001 | Retief Goosen               | Sudafrica   | 2.862.806    |
| 2000 | Lee Westwood                | Inghilterra | 3.125.147    |
| 1999 | Colin Montgomerie           | Scozia      | 1.822.880    |

Fino al 1998 l'Ordine di Merito veniva calcolato in sterline britanniche.
| Anno | Primo dell'Ordine di Merito | Paese            | Guadagni (£) |
| ---- | --------------------------- | ---------------- | ------------ |
| 1998 | Colin Montgomerie           | Scozia           | 993.077      |
| 1997 | Colin Montgomerie           | Scozia           | 798.948      |
| 1996 | Colin Montgomerie           | Scozia           | 875.146      |
| 1995 | Colin Montgomerie           | Scozia           | 835.051      |
| 1994 | Colin Montgomerie           | Scozia           | 762.720      |
| 1993 | Colin Montgomerie           | Scozia           | 613.683      |
| 1992 | Nick Faldo                  | Inghilterra      | 708.522      |
| 1991 | Severiano Ballesteros       | Spagna           | 545.354      |
| 1990 | Ian Woosnam                 | Galles           | 574.166      |
| 1989 | Ronan Rafferty              | Irlanda del Nord | 400.311      |
| 1988 | Severiano Ballesteros       | Spagna           | 451.560      |
| 1987 | Ian Woosnam                 | Galles           | 253.717      |
| 1986 | Severiano Ballesteros       | Spagna           | 242.209      |
| 1985 | Sandy Lyle                  | Scozia           | 162.553      |
| 1984 | Bernhard Langer             | Germania Ovest   | 139.344      |
| 1983 | Nick Faldo                  | Inghilterra      | 119.416      |
| 1982 | Greg Norman                 | Australia        | 66.406       |
| 1981 | Bernhard Langer             | Germania Ovest   | 81.036       |
| 1980 | Sandy Lyle                  | Scozia           | 66.060       |
| 1979 | Sandy Lyle                  | Scozia           | 49.233       |
| 1978 | Severiano Ballesteros       | Spagna           | 54.348       |
| 1977 | Severiano Ballesteros       | Spagna           | 46.436       |
| 1976 | Severiano Ballesteros       | Spagna           | 39.504       |
| 1975 | Dale Hayes                  | Sudafrica        | 20.508       |

Prima del 1975 l'Ordine di Merito era calcolato con un sistema a punti, quindi il vincitore non coincideva necessariamente con chi aveva guadagnato premi in denaro.
| Anno | Primo dell'Ordine di Merito | Paese       | Guadagni (£) | Primo classifica guadagni | Paese         | guadagni (£) |
| ---- | --------------------------- | ----------- | ------------ | ------------------------- | ------------- | ------------ |
| 1974 | Peter Oosterhuis            | Inghilterra | 32,127       | Peter Oosterhuis          | Inghilterra   | 32.127       |
| 1973 | Peter Oosterhuis            | Inghilterra | 17,455       | Tony Jacklin              | Inghilterra   | 24.840       |
| 1972 | Peter Oosterhuis            | Inghilterra | 18,525       | Bob Charles               | Nuova Zelanda | 18.538       |
| 1971 | Peter Oosterhuis            | Inghilterra | 9,270        | Gary Player               | Sudafrica     | 11.281       |

L'European Tour è iniziato ufficialmente nel 1972, ma nel sito ufficiale si può trovare la classifica anche del 1971 ed inoltre esistono classifiche non ufficiali o semi-ufficiali anche per gli anni precedenti.

## Classifica dei giocatori con più premi vinti in carriera
la tabella che segue mostra i 10 giocatori che hanno vinto più premi in carriera nell'European Tour dopo il British Open del 2008. Dato il continuo e progressivo aumento del montepremi nel corso degli anni è dominata dai giocatori in attività. Il montepremi indicato non è quello vinto complessivamente in carriera, perché non comprende i premi vinti in altri tour come il PGA Tour. Inoltre i golfisti più celebri incassano cifre varie volte superiori all'ammontare dei premi grazie alle sponsorizzazioni e ad attività correlate al mondo del golf.
| Posizione | Giocatore            | Paese            | Premi vinti (€) |
| --------- | -------------------- | ---------------- | --------------- |
| 1         | Rory McIlroy         | Irlanda del Nord | 42,734,168      |
| 2         | Lee Westwood         | Inghilterra      | 38,825,014      |
| 3         | Sergio García        | Spagna           | 30,100,249      |
| 4         | Justin Rose          | Inghilterra      | 28,831,174      |
| 5         | Henrik Stenson       | Svezia           | 28,799,867      |
| 6         | Ernie Els            | Sudafrica        | 27,509,327      |
| 7         | Pádraig Harrington   | Irlanda          | 27,333,215      |
| 8         | Ian Poulter          | Inghilterra      | 27,277,025      |
| 9         | Colin Montgomerie    | Scozia           | 24,495,259      |
| 10        | Miguel Ángel Jiménez | Spagna           | 24,073,072      |

Dati aggiornati: 2022.

## Giocatori e debuttanti dell'anno
Il premio Sir Henry Cotton Rookie of the Year assegnato dall'European Tour prende il nome dal tre volte vincitore del British Open Sir Henry Cotton. Il vincitore viene scelto da una giuria formata da membri della PGA European Tour, del Royal and Ancient Golf Club of St.Andrews e dall'associazione dei giornalisti che si occupano di golf. Il premio è nato prima della creazione ufficiale del tour nel 1972. In cinque occasioni il premio non è stato assegnato.
| Anno | Giocatore dell'anno                         | Paese                     | Debuttante dell'anno      | Paese         |
| ---- | ------------------------------------------- | ------------------------- | ------------------------- | ------------- |
| 2024 | Rory McIlroy                                | Irlanda del Nord          | Jasper Svensson           | Svezia        |
| 2023 | Adrian Meronk                               | Polonia                   | Ryo Hisatsune             | Giappone      |
| 2022 | Ryan Fox                                    | Nuova Zelanda             | Thriston Lawrence         | Sudafrica     |
| 2021 | Jon Rahm                                    | Spagna                    | Matti Schmid              | Germania      |
| Anno | Giocatore dell'anno                         | Paese                     | Debuttante dell'anno      | Paese         |
| 2020 | Lee Westwood                                | Inghilterra               | Sami Välimäki             | Finlandia     |
| 2019 | Jon Rahm                                    | Spagna                    | Robert MacIntyre          | Scozia        |
| 2018 | Francesco Molinari                          | Italia                    | Shubhankar Sharma         | India         |
| 2017 | Sergio García                               | Spagna                    | Jon Rahm                  | Spagna        |
| 2016 | Henrik Stenson                              | Svezia                    | Wang Jeung-hun            | Corea del Sud |
| 2015 | Rory McIlroy                                | Irlanda del Nord          | An Byeong-hun             | Corea del Sud |
| 2014 | Rory McIlroy                                | Irlanda del Nord          | Brooks Koepka             | Stati Uniti   |
| 2013 | Henrik Stenson                              | Svezia                    | Peter Uihlein             | Stati Uniti   |
| 2012 | Rory McIlroy                                | Irlanda del Nord          | Ricardo Santos            | Portogallo    |
| 2011 | Luke Donald                                 | Inghilterra               | Tom Lewis                 | Inghilterra   |
| 2010 | Martin Kaymer & Graeme McDowell (condiviso) | Germania Irlanda del Nord | Matteo Manassero          | Italia        |
| 2009 | Lee Westwood                                | Inghilterra               | Chris Wood                | Inghilterra   |
| 2008 | Pádraig Harrington                          | Irlanda                   | Pablo Larrazábal          | Spagna        |
| 2007 | Pádraig Harrington                          | Irlanda                   | Martin Kaymer             | Germania      |
| 2006 | Paul Casey                                  | Inghilterra               | Marc Warren               | Scozia        |
| 2005 | Michael Campbell                            | Nuova Zelanda             | Gonzalo Fernández-Castaño | Spagna        |
| 2004 | Vijay Singh                                 | Figi                      | Scott Drummond            | Scozia        |
| 2003 | Ernie Els                                   | Sudafrica                 | Peter Lawrie              | Irlanda       |
| 2002 | Ernie Els                                   | Sudafrica                 | Nick Dougherty            | Inghilterra   |
| 2001 | Retief Goosen                               | Sudafrica                 | Paul Casey                | Inghilterra   |
| 2000 | Lee Westwood                                | Inghilterra               | Ian Poulter               | Inghilterra   |
| 1999 | Colin Montgomerie                           | Scozia                    | Sergio García             | Spagna        |
| 1998 | Lee Westwood                                | Inghilterra               | Olivier Edmond            | Francia       |
| 1997 | Colin Montgomerie                           | Scozia                    | Scott Henderson           | Scozia        |
| 1996 | Colin Montgomerie                           | Scozia                    | Thomas Bjørn              | Danimarca     |
| 1995 | Colin Montgomerie                           | Scozia                    | Jarmo Sandelin            | Svezia        |
| 1994 | Ernie Els                                   | Sudafrica                 | Jonathan Lomas            | Inghilterra   |
| 1993 | Bernhard Langer                             | Germania                  | Gary Orr                  | Scozia        |
| 1992 | Nick Faldo                                  | Inghilterra               | Jim Payne                 | Inghilterra   |
| 1991 | Severiano Ballesteros                       | Spagna                    | Per-Ulrik Johansson       | Svezia        |
| 1990 | Nick Faldo                                  | Inghilterra               | Russell Claydon           | Inghilterra   |
| 1989 | Nick Faldo                                  | Inghilterra               | Paul Broadhurst           | Inghilterra   |
| 1988 | Seve Ballesteros                            | Spagna                    | Colin Montgomerie         | Scozia        |
| 1987 | Ian Woosnam                                 | Galles                    | Peter Baker               | Inghilterra   |
| 1986 | Seve Ballesteros                            | Spagna                    | José María Olazábal       | Spagna        |
| 1985 | Bernhard Langer                             | Germania                  | Paul Thomas               | Galles        |
| 1984 |                                             |                           | Philip Parkin             | Galles        |
| 1983 |                                             |                           | Grant Turner              | Inghilterra   |
| 1982 |                                             |                           | Gordon Brand Jnr          | Scozia        |
| 1981 |                                             |                           | Jeremy Bennett            | Inghilterra   |
| 1980 |                                             |                           | Paul Hoad                 | Inghilterra   |
| 1979 |                                             |                           | Mike Miller               | Scozia        |
| 1978 |                                             |                           | Sandy Lyle                | Scozia        |
| 1977 |                                             |                           | Nick Faldo                | Inghilterra   |
| 1976 |                                             |                           | Mark James                | Inghilterra   |
| 1975 |                                             |                           | Non assegnato             | Non assegnato |
| 1974 |                                             |                           | Carl Mason                | Inghilterra   |
| 1973 |                                             |                           | Pip Elson                 | Inghilterra   |
| 1972 |                                             |                           | Sam Torrance              | Scozia        |
| 1971 |                                             |                           | David Llewellyn           | Galles        |
| 1970 |                                             |                           | Stuart Brown              | Inghilterra   |
| 1969 |                                             |                           | Peter Oosterhuis          | Inghilterra   |
| 1968 |                                             |                           | Bernard Gallacher         | Scozia        |
| 1967 |                                             |                           | Non assegnato             | Non assegnato |
| 1966 |                                             |                           | Robin Liddle              | Scozia        |
| 1965 |                                             |                           | Non assegnato             | Non assegnato |
| 1964 |                                             |                           | Non assegnato             | Non assegnato |
| 1963 |                                             |                           | Tony Jacklin              | Inghilterra   |
| 1962 |                                             |                           | Non assegnato             | Non assegnato |
| 1961 |                                             |                           | Alex Caygill              | Inghilterra   |
| 1960 |                                             |                           | Tommy Goodwin             | Inghilterra   |

## Innovation Hub
Nel settembre 2019, il Tour Europeo e Tata Communications hanno lanciato l'Innovation Hub. Questa competizione globale offre alle start-up l'opportunità di trasformare i concetti in realtà.
- Vincitori 2020: Alugha[11]